# Tyrone Davis
Tyrone Davis, cantante de chicago soul nacido en Greenville en 1938. Es conocido por ser el máximo exponente del chicago soul romántico de los 70, con éxitos como "Turn Back the Hands of Time" y "Can I Change My Mind".
Nació el 4 de mayo de 1938 en Greenville, pero creció y se formó musicalmente en Saginaw. En el año 1959 se trasladó hasta Chicago donde fue influido por el blues de artistas como Freddie King. Comenzó a trabajar con artistas como Bobby "Blue" Bland, Little Milton y Otis Clay. Tras esto empezó a trabajar en solitario por distintos clubs musicales. El cantante y pianista Harold Burrage ayudó a Davis a encontrar un estilo más personal y a refinar su técnica. Este le ofreció su primera grabación en 1965 en la compañía discográfica de Four Brothers.
"Suffer" era un sencillo escrito y producido por Harold Burrage, y fue el primero en editar, bajo el nombre de Tyrone the Wonder Boy. En 1968 se fue a la compañía de Carl Davis Dakar, donde editó su primer hit "Can I Change My Mind". Con este tema el chicago soul tomaba un nuevo sentido al entrar la década de los 70, mucho más romántico y sentimental. En 1969 llegó el tema "Is It Something You've Got", y un año después "Turn Back the Hands of Time", con el cual volvió a lo más alto de las listas de ventas. En la primera mitad de la década de los 70 cosechó éxitos menores como "Could I Forget You", "I Had It All the Time", "Without You in My Life" y "There It Is". En 1975 alcanzó por tercera vez el número uno con "Turning Point". Continuó en activo regularmente hasta la mitad de los 80. En 2005 sufrió un infarto, lo cual le hizo estar hospitalizado, y fallecer en febrero de 2005 en Chicago.
- Datos: Q721043